# Alain Deloeuil
Pour les articles homonymes, voir Deloeuil.
Alain Deloeuil (né le 24 octobre 1954 à Marchiennes) est un coureur cycliste puis directeur sportif français. Trois fois sur le podium de Paris-Roubaix amateurs entre 1977 et 1982, il est directeur sportif au sein de l'équipe Cofidis de sa création en 1997 à 2023.

## Biographie
Alain Deloeuil arrête sa carrière de directeur sportif en fin de saison 2023 et prend alors sa retraite. La dernière course de sa carrière est la Japan Cup en octobre.

## Palmarès
- 1977
  - 2e de Paris-Roubaix amateurs
- 1978

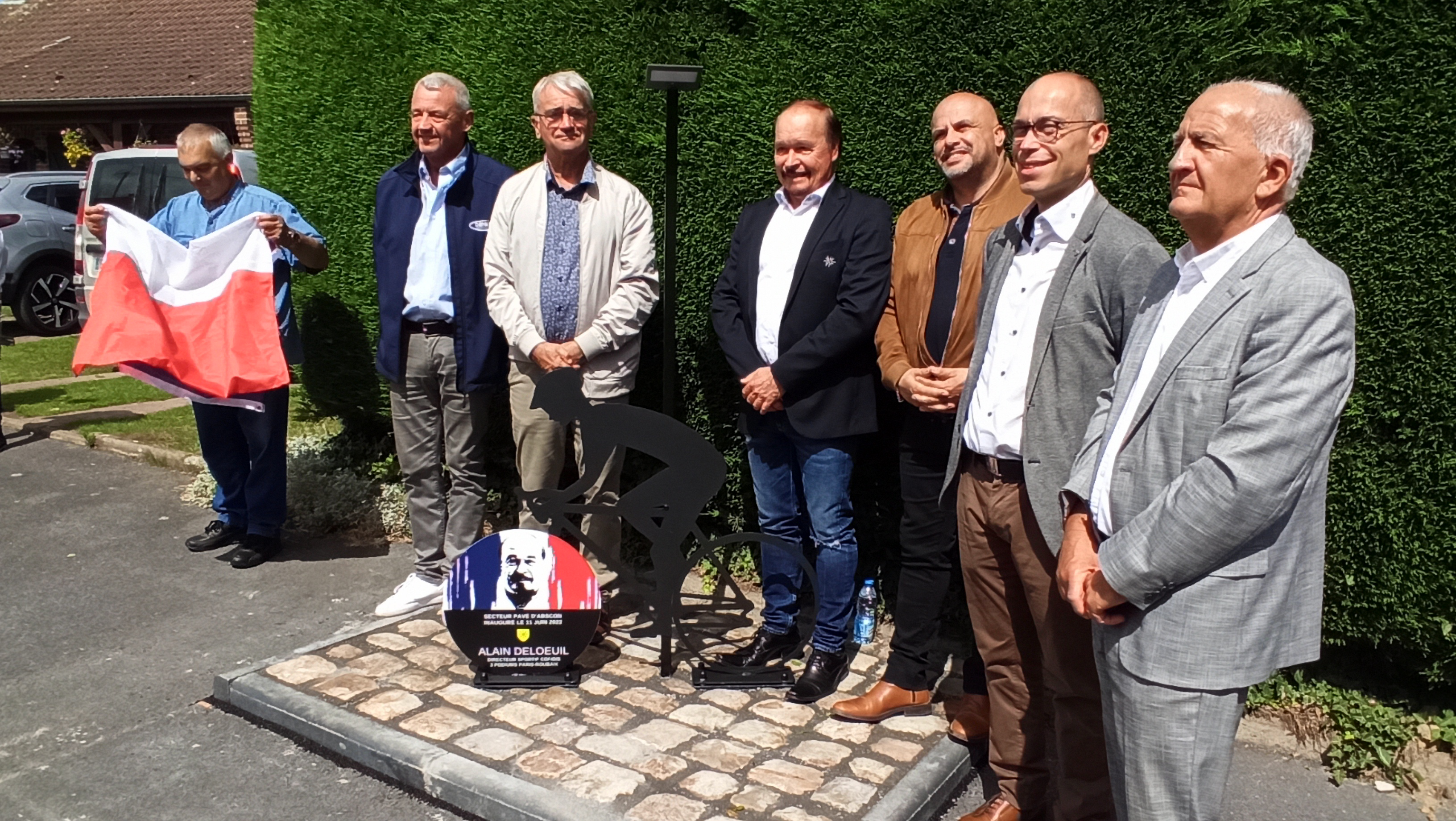
Inauguration du Secteur Pavé Alain Deloeuil, Route de Marquette à Abscon, samedi 11 juin 2022 en présence de Patrick Kowalczyk maire d'Abscon, Ludovic Zientek maire de Bouchain et Aymeric Robin président de la CAPH. Ce secteur, de 1 500 m, est le secteur n°6 de la 5eétape du Tour de France 2022

  - 1re étape des Trois Jours de Lumbres
  - Tour de La Réunion
  - 3e du Grand Prix des Flandres françaises
- 1979
  - Poly Nordiste
  - 2e du Grand Prix de la ville de Pérenchies
  - 3e du Tour du Cambrésis
- 1980
  - Grand Prix des Marbriers
  - Grand Prix de Saint-Souplet
  - 3e du Grand Prix de la ville de Pérenchies
  - 3e du Circuit du Port de Dunkerque
- 1981
  - 2e de Paris-Roubaix amateurs
  - 3e du Circuit de la Vallée de l'Aa
- 1982
  - 2e du Circuit de la Vallée de l'Aa
  - 3e de Paris-Roubaix amateurs
- 1983
  - Poly Nordiste
  - Grand Prix des Marbriers
- 1984
  - 3e du Tour du Cambrésis
- 1985
  - 2e du Circuit du Port de Dunkerque
  - 3e du Grand Prix des Marbriers
- 1986
  - 2e du Tour du Cambrésis
- 1987
  - La Tramontane
  - Grand Prix des Flandres françaises
  - 3e du Circuit du Port de Dunkerque